# Imad Lahoud (1977-)
 (janvier 2022).
Pour les articles homonymes, voir Lahoud et Imad Lahoud.
Imad Lahoud, né en 1977 au Liban, est un membre dirigeant de l'Automobile et Touring Club du Liban (ATCL) et ancien Président de la Commission des courses de côte de la FIA.

## Biographie
Imad Lahoud est diplômé d'un master en droit.
Il est le coordinateur du championnat de rallye du Moyen-Orient de la Fédération internationale de l'automobile (FIA) depuis 2014 et le coordinateur de la zone Moyen-Orient et Afrique du Nord de la FIA depuis 2017. Il est également membre du conseil d'administration de l'Automobile et Touring Club du Liban (ATCL) et président de la commission du sport automobile de l'ATCL,.
En 2017, Imad Lahoud devient président du Comité d'Escalade de la Fédération internationale de l'automobile (FIA).
Le 8 novembre 2021 il est nommé vice-président de la Fédération internationale de l'automobile (FIA) de la zone Moyen-Orient et Afrique du Nord par le candidat à la présidence de la FIA, Graham Stoker,.

## Prise de position
Imad Lahoud a déclaré : « Nous devons suivre le rythme des développements qui ont lieu dans le sport automobile à travers le monde pour prouver que notre région n'est plus oubliée. Au contraire, elle est fortement présente sur la carte mondiale du sport automobile ».

## Vie privée
Imad Lahoud est marié et père de deux enfants[réf. souhaitée].